# جيل شبرخر
جيل شبرخر (بالإنجليزية: Jill Sprecher)‏ (و. القرن 20  م) هي مخرجة أفلام، ومنتجة أفلام، وكاتِبة، وكاتبة سيناريو أمريكية، ولدت في الولايات المتحدة.

## وصلات خارجية
- جيل شبرخر على موقع IMDb (الإنجليزية)
- جيل شبرخر على موقع ألو سيني (الفرنسية)
- جيل شبرخر على موقع أول موفي (الإنجليزية)
- جيل شبرخر على موقع قاعدة بيانات الأفلام السويدية (السويدية)
- جيل شبرخر على موقع قاعدة بيانات الفيلم (الإنجليزية)
- جيل شبرخر على موقع كينوبويسك (الروسية)